# Аруба на летних Олимпийских играх 2000
Аруба приняла участие на летних Олимпийских играх 2000 года, отправив в Сидней 5 спортсменов в 3 видах спорта: дзюдо, лёгкой атлетике и плавании. По итогам игр спортсмены из Арубы не завоевали ни одной олимпийской медали.

## Состав олимпийской сборной Арубы

### Дзюдо
Спортсменов — 1
Соревнования по дзюдо проводились по системе на выбывание. В утешительные раунды попадали спортсмены, проигравшие полуфиналистам турнира. Два спортсмена, одержавших победу в утешительном раунде, в поединке за бронзу сражались с проигравшими в полуфинале.
Мужчины
| Спортсмен    | Категория | 1/32               | 1/16                                 | 1/8                | Четвертьфиналы     | Полуфиналы         | Первый доп. раунд  | Утешительный четвертьфинал | Утешительный полуфинал | За 3 место Финал   | Место |
| Спортсмен    | Категория | Соперник Результат | Соперник Результат                   | Соперник Результат | Соперник Результат | Соперник Результат | Соперник Результат | Соперник Результат         | Соперник Результат     | Соперник Результат | Место |
| ------------ | --------- | ------------------ | ------------------------------------ | ------------------ | ------------------ | ------------------ | ------------------ | -------------------------- | ---------------------- | ------------------ | ----- |
| Хавьер Ванга | до 66 кг  |                    | Эндрю Коллетт (AUS) пор. 0000 — 1001 | Не прошёл          | Не прошёл          | Не прошёл          | Не прошёл          | Не прошёл                  | Не прошёл              | Не прошёл          | 22    |

### Лёгкая атлетика
Мужчины — Марафон
- Ричард Родригес
  1. Финал: не финишировал.

Женщины — 100м
- Лус Марина Херман
  1. Раунд 1: 12,96 с (76 место, не прошла в следующий раунд)

### Плавание
Мужчины — 50 м вольным стилем
- Дэви Бисслик
  1. Предварительные заплывы: 25,57 с (62 место, не прошёл в следующий раунд)

Женщины — 50 м вольным стилем
- Рошендра Вролийк
  1. Предварительные заплывы: 29,31 с (62 место, не прошла в следующий раунд)